# L’amant anonyme
L’amant anonyme (auch: L’amant anonime, deutscher Titel: Der anonyme Liebhaber) ist eine Oper (Originalbezeichnung: „Comedie en deux actes melée de ballets“) in zwei Akten mit Balletteinlagen von Joseph Bologne, Chevalier de Saint-Georges. Die Uraufführung fand am 8. März 1780 in Le Raincy bei Paris im Theater der Madame de Montesson (einer Schwägerin von Ludwig XIV.) statt. Der Text basiert auf einem gleichnamigen Stück der Madame de Genlis.

## Handlung
Ein junger Adliger, Joseph, ist heimlich in seine beste Freundin, Léontine, verliebt. Da er es nicht wagen will, ihr seine Liebe zu gestehen, umschwärmt er sie als heimlicher Verehrer anonym. Er schickt ihr Briefe und Gedichte und überhäuft sie mit ungewöhnlichen Geschenken.

## Orchester
Die Orchesterbesetzung der Oper umfasst die folgenden Instrumente:
- Holzbläser: zwei Flöten, zwei Oboe, zwei Fagotte
- Blechbläser: zwei Hörner
- Streicher: Violinen 1, Violinen 2, Bratschen, Violoncelli, Kontrabässe
- Basso continuo

## Werkgeschichte
Das Manuskript ist in der Bibliothèque nationale de France, Section musique, Cote D-13863 (ID no. 1001134732), erhalten. Es handelt sich um die einzige bekannte Quelle des Werks.
2022 wurde die Oper unter dem Titel Der anonyme Liebhaber am Theater St. Gallen in einer Inszenierung von Femi Elufowoju Jr. und Sebastian Juen gezeigt. Die musikalische Leitung hatte Kazem Abdullah. Eine weitere Produktion im deutschsprachigen Raum erfolgte im März 2024 am Essener Aalto-Theater in einer Inszenierung von Zsófia Geréb und Alvaro Schoeck.